# 트로사시

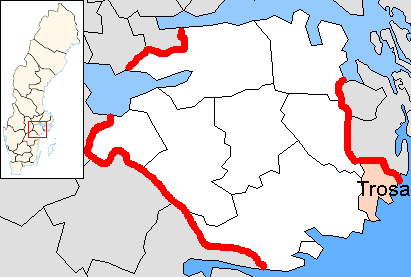
트로사 시의 위치

트로사시(스웨덴어: Trosa kommun)는 스웨덴 쇠데르만란드주에 위치한 지방 자치체로 행정 중심지는 트로사이며 면적은 664.76km2, 인구는 12,447명(2016년 12월 31일 기준), 인구 밀도는 19명/km2이다.

시 문장